# Instabilità fluidodinamica
Lo studio della stabilità (o instabilità) dei flussi costituisce una parte importante della fluidodinamica, perché consente di predire, data una certa classe di flussi, quello/quelli sperimentalmente osservabili. Un flusso instabile è rapidamente soggetto a rottura ed evolve verso un'altra configurazione, ovvero verso un flusso con altre caratteristiche spazio-temporali. Lo studio della stabilità di flussi è importante, inoltre, perché per un'ampia classe di essi l'instabilità del regime laminare conduce al regime turbolento, caratterizzato come è noto da un campo di vorticità tridimensionale fortemente variabile nel tempo, con un ampio spettro di scale spaziali e temporali.

## Generalità
L'obiettivo centrale di un'analisi di stabilità è, dunque, stabilire se un dato flusso laminare è stabile o instabile e, nel secondo caso, analizzare come esso è soggetto a rottura evolvendo verso uno stato turbolento o un altro (spesso più complesso) stato laminare.
La teoria e i metodi della stabilità fluidodinamica riguardano in generale lo studio della risposta di un flusso laminare a disturbi di piccola o moderatamente piccola ampiezza. È opportuno osservare che le problematiche della stabilità in fluidodinamica hanno molto in comune con quelle di altri settori scientifici quali l'elettromagnetismo, la magnetoidrodinamica, la fisica dei plasmi, l'oceanografia, l'astrofisica, l'elasticità. In campo aerospaziale di rilievo è l'applicazione all'interazione aerodinamica di superfici con flussi esterni allo scopo di minimizzare la resistenza d'attrito e, più in generale, effettuare una strategia di controllo del flusso.
I concetti di base della stabilità fluidodinamica sono stati fissati e le metodologie d'indagine sono state sviluppate a partire dalla seconda metà del diciannovesimo secolo grazie ai contributi di Helmholtz, Kelvin, Rayleigh, Reynolds.
Vale la pena di sottolineare che il concetto della stabilità dello stato di un sistema fisico era già stato formalizzato in precedenza, in particolare in meccanica, allo scopo di analizzare il comportamento dinamico (stabilità e/od oscillazioni) di masse.
Una definizione di stato stabile di un sistema, tanto qualitativa quanto incisiva, è attribuita a Maxwell: Considerata una condizione iniziale di un sistema, se una qualunque piccola variazione di essa modificherà quello stato in istanti successivi solo per una qualunque piccola entità, allora la condizione iniziale stessa è detta stabile;  se invece, una qualunque piccola variazione dello stato iniziale (attuale) può produrre uno scostamento finito dello stato del sistema in un tempo finito, la condizione del sistema è detta instabile.
Più o meno allo stesso periodo risale la celebrata esperienza di Reynolds (1883) riguardante un'indagine sperimentale sull'instabilità di flussi (il liquido impiegato era acqua) in condotti, o, in altri termini, l'osservazione della transizione dal regime laminare a quello turbolento quando una opportuna combinazione dei parametri di governo del fenomeno (velocità media del flusso, diametro del condotto, coefficiente di viscosità cinematica), oggi denominata numero di Reynolds, supera un certo valore critico.
Per quanto l'esperimento di Reynolds sia forse il più datato sistematico esperimento sulla instabilità in fluidodinamica, e nel corso degli anni sia stato oggetto di successive approfondite indagini effettuate con tecniche sperimentali sempre più sofisticate, paradossalmente dal punto di vista teorico esso non appare a tutto oggi ancora completamente chiarito. Proprio nel caso dell'esperimento di Reynolds la definizione di stabilità (o di instabilità) posta da Maxwell non è applicabile in quanto si dimostra che il moto in condotti con profilo di velocità parabolico (moto alla Poiseuille) è stabile per tutte le perturbazioni infinitesime a tutti i numeri di Reynolds. Si è ipotizzato, quindi, che al crescere del numero di Reynolds il flusso diventa instabile a causa dell'amplificazione di disturbi di ampiezza finita o ancora, secondo una teoria più recente, che i disturbi infinitesimi si amplificano in modo significativo durante la fase iniziale transitoria.

## Esempi
- Instabilità di Rayleigh-Taylor (due fluidi con densità diversa)
- instabilità di Kelvin-Helmholtz (due fluidi con velocità diversa)
- instabilità gravitazionale (collasso dovuto alla gravità stessa del fluido)
- instabilità capillare (fluido con tensione superficiale)
- Instabilità di Saffman-Taylor (due fluidi con viscosità diversa)
- Instabilità doppio-diffusiva (due fluidi con temperatura e salinità diversa)

## Analisi spaziale e temporale
In un'analisi temporale, si studia l'evoluzione nel tempo di una perturbazione iniziale: se questa decresce fino ad annullarsi (o comunque se la sua ampiezza rimane costante), la configurazione è stabile; se invece l'ampiezza della perturbazione cresce nel tempo, fino a tendere all'infinito, il sistema è instabile. In casi semplici, la perturbazione può essere considerata come un'onda, di lunghezza λ e di numero d'onda k = 2π/λ.
In un'analisi spaziale, invece, si vuole studiare l'evoluzione spaziale di un disturbo imposto al sistema da una fonte collocata in una determinata posizione; anche in questo caso, se a valle del disturbo la perturbazione cresce fino all'infinito, il sistema è instabile, se invece decresce e viene riassorbita dal sistema, la situazione è di stabilità. Anche in questo caso, in alcune configurazioni più semplici, il disturbo imposto può essere studiato in forma sinusoidale, con una pulsazione pari a ω e un periodo pari a T = 2π/ω
I vantaggi di poter studiare perturbazioni in forma d'onda sinusoidale sono evidenti: l'analisi può essere condotta in tutta generalità, introducendo nel sistema perturbazioni proporzionali a {\displaystyle \exp {i(kx-wt)}}. Una volta stabilità la stabilità rispetto ad ogni singola onda di numero k, si può valutare la stabilità davanti ad ogni generica perturbazione semplicemente espandendo quest'ultima in serie di Fourier, o operando una trasformata di Fourier che la riconduca a perturbazioni sinusoidali.

## La relazione di dispersione
Restando nel caso più semplice in cui le perturbazioni possono essere espresse come proporzionali a {\displaystyle \exp {i(kx-wt)}}, e limitando la spiegazione al caso di un'analisi temporale, il fine dello studio dell'instabilità fluidodinamica consiste nello stabilire se una perturbazione diverge o no nel tempo. Questo significa trovare, per ogni perturbazione possibile, ovvero per ogni numero d'onda k possibile, il corrispondente valore di ω. Nel caso di un'analisi temporale, k è un numero reale, mentre w è un numero complesso. La relazione che lega k a ω=ω(k) è detta relazione di dispersione, e viene trovata tramite la risoluzione delle equazione che governano la dinamica del moto perturbato.
Per ogni k, si presentano allora tre possibile casi:
- se il corrispondente ω(k) è un numero reale (cioè se la sua parte immaginaria è nulla), allora l'ampiezza della perturbazione è costante nel tempo, e il sistema è stabile.
- se il corrispondente ω(k) ha una parte immaginaria positiva, l'ampiezza della perturbazione decresce nel tempo fino ad annullarsi, ed il sistema è stabile.
- se il corrispondente ω(k) ha una parte immaginaria negativa, l'ampiezza della perturbazione cresce e il sistema diventa instabile.

Più generalmente, la relazione di dispersione può essere scritta come {\displaystyle D(k,w,R)=0}
dove R rappresenta un insieme di parametri geometrici e dinamici da cui la stabilità dipende.